# زمین‌لرزه ۱۹۲۷ آرژانتین
زمین‌لرزه آرژانتین  در تاریخ ۱۴ آوریل ۱۹۲۷ میلادی، برابر با ‎۲۴ فروردین ۱۳۰۶، ساعت ۶:۲۳:۳۰ به زمان یوتی‌سی در آرژانتین رخ داد. ژرفای این زلزله ۳۵ کیلومتر بود. بزرگی آن ۷٫۲ در مقیاس mB اعلام شده‌است. زمین‌لرزه به وقت محلی در روز پنج‌شنبه، ساعت ۳ روی داده و منطقه زمانی آن یوتی‌سی -۳ بوده‌است (با لحاظ تغییر ساعت تابستانی).
شمار کشتگان زلزله حدود ۸ نفر بوده‌است.